# Teratopsis tunicella
Teratopsis tunicella är en fjärilsart som beskrevs av Walsingham 1881. Teratopsis tunicella ingår i släktet Teratopsis och familjen praktmalar, Oecophoridae. Inga underarter finns listade i Catalogue of Life.